# Pierre Soulages

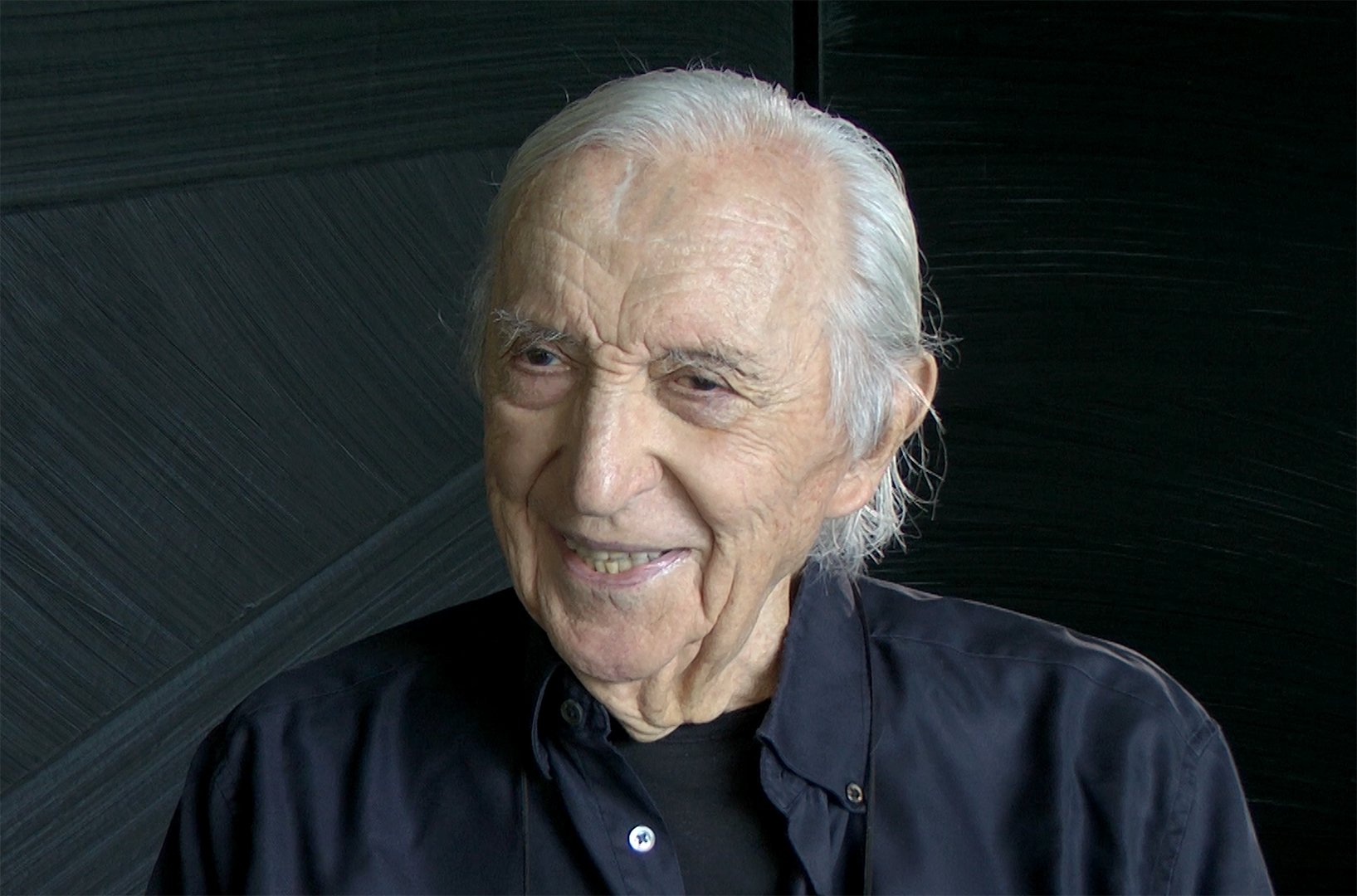
Pierre Soulages, 2019

Pierre Soulages (* 24. Dezember 1919 in Rodez, Département Aveyron; † 25. Oktober 2022 in Nîmes) war ein französischer Maler und Grafiker.
Er war neben Hans Hartung Hauptvertreter der abstrakt-ungegenständlichen Richtung der französischen Gegenwartsmalerei. Typisch für seine Kompositionen sind breite schwarze Balkenformen vor hellem Grund.

## Leben
Der Sohn eines Kutschenbauers verlor seinen Vater schon mit fünf Jahren. Im Zweiten Weltkrieg entzog er sich der Rekrutierung zur Zwangsarbeit in Deutschland mit gefälschten Papieren als Weinbauer bei Montpellier. Nach dem Krieg zog er 1946 nach Paris und befasste sich nun ausschließlich mit der Malerei. Bald galt er als europäisches Gegengewicht zu den amerikanischen „abstrakten Expressionisten“, zu Franz Kline und Jackson Pollock, von dessen „Action Painting“ sich seine eigenen schwarzweißen Bildwelten allerdings deutlich unterscheiden. Im Jahr 1948 wurde er von den Künstlern Hans Hartung und Francis Picabia in Paris entdeckt. Seine schwarzen, kalligraphiehaften Formen wurden schnell zu seinem Markenzeichen. Von 1949 bis 1952 arbeitete er als Bühnenbildner für das Théâtre de l’Athénée in Paris. Seit 1979 sind seine Bilder monochrom schwarz. Soulages war Teilnehmer der documenta 1 (1955), der documenta II (1959) und auch der documenta III im Jahr 1964 in Kassel. 1992 erhielt er das „Praemium Imperiale“, eine Art Nobelpreis für Kunst.
Soulages lebte mit seiner Ehefrau Colette in Paris und auch im südfranzösischen Sète. Im Februar 2014 wurde bekannt, dass er seiner Heimatstadt Rodez eine Sammlung von 500 Werken überließ.

## Musée Soulages
Am 30. Mai 2014 wurde in Rodez ein eigenes Museum eröffnet. In den ersten vier Wochen nach Eröffnung kamen mehr als 45.000 Besucher in das Museum (insgesamt 250.000 im ersten Jahr), das auf einem Teil seiner Fläche auch wechselnde Ausstellungen zeitgenössischer Künstler zeigt.

## Werk
Pierre Soulages’ Kunst zeichnet sich durch das Bestreben aus, nicht etwas abbilden zu wollen, sondern autonome Werke zu schaffen, die nichts repräsentieren, sondern nur für sich selbst stehen. Angelehnt an Schriftzeichen, die er weniger in  der Kalligraphie des Fernen Ostens findet als in den mythischen Zeichen auf Denkmälern seiner keltischen Heimat, entwickelte er in einem Streben nach nichtfigurativer Gestaltung eine höchst intuitive Malerei, deren tiefere Bedeutung sich maßgeblich durch den Akt des Betrachtens erschließt.
Soulages’ künstlerisches Schaffen ist nicht als Verdeutlichung der Gemütszustände des Künstlers in zufälligen, gestisch aufgetragenen Farbklecksen zu verstehen. Vielmehr baute er wohlüberlegt komplexe Kompositionen auf, die seine Werke deutlich von Arbeiten anderer nichtgegenständlich arbeitender Künstler, insbesondere der nordamerikanischen Kunstszene, unterscheiden.
Seine teils ungewöhnlichen Werkzeuge umfassten neben groben Bürsten, Besen und Holzstangen auch die sogenannten lames, Gummistücke, die zwischen zwei Holzscheiben eingespannt sind, durch die sich die Oberfläche vielfältig gestalten lässt. Mit diesen Mitteln bearbeitete er bevorzugt die Farbe Schwarz und erzeugte Rillen und Furchen, die die unter der schwarzen Malschicht liegenden Farben umso intensiver leuchten lassen.
Daraus entwickelte Soulages seine Outrenoir-Bilder, also Bilder „jenseits von Schwarz“ (frz. outre-noir). In ihnen arbeitete er nicht mehr direkt mit der aufgetragenen Farbe, sondern gestaltete und modulierte über die Farbe die Reflexe des Lichtes, wenn dieses auf die bearbeitete schwarze Oberfläche trifft. Das natürliche Licht wird nicht abgebildet, sondern selbst als elementarer Teil des Werkes einbezogen. Die sich ändernden Lichtverhältnisse und Betrachterstandpunkte tragen so dazu bei, dass Soulages’ Werke nie „zu Ende gesehen“ werden können, sondern immer lebendig und unerschöpflich bleiben.
Soulages gestaltete auch die Fenster der Klosterkirche Sainte-Foy in Conques.

## Ehrungen
- 1975: Großer Preis für Malerei der Stadt Paris
- 1976: Rembrandt-Preis, Deutschland
- 1979: Foreign Honorary Member of the American Academy of Arts and Letters
- 1986: Grand prix national de peinture, Frankreich
- 1994: Praemium Imperiale für Malerei in Japan
- 2005: Österreichisches Ehrenzeichen für Wissenschaft und Kunst
- 2015: Großkreuz der Ehrenlegion